# Telphusa cistiflorella
Telphusa cistiflorella is een vlinder uit de familie tastermotten (Gelechiidae). De wetenschappelijke naam is voor het eerst geldig gepubliceerd in 1890 door Constant.
De soort komt voor in Europa.